# György Rázsó
György Rázsó (* 3. März 1938 in Budapest; † 2. November 2008 ebenda) war ein ungarischer Badmintonspieler. 

## Karriere
György Rázsó war einer der Pioniere des ungarischen Badmintonsports. Bei den zweiten nationalen Titelkämpfen 1961 holte er sich die Meisterkrone im Herreneinzel. Weitere Titelgewinne folgten in den Jahren von 1963 bis 1965. Von 1961 bis 1969 gewann er des Weiteren acht Mannschaftstitel.

## Sportliche Erfolge
| Saison | Veranstaltung                 | Disziplin    | Platz | Name                          |
| ------ | ----------------------------- | ------------ | ----- | ----------------------------- |
| 1961   | Ungarn: Einzelmeisterschaften | Herreneinzel | 1     | György Rázsó                  |
| 1963   | Ungarn: Einzelmeisterschaften | Herrendoppel | 1     | Pál Rázsó / György Rázsó      |
| 1964   | Ungarn: Einzelmeisterschaften | Mixed        | 1     | György Rázsó / Györgyné Rázsó |
| 1964   | Ungarn: Einzelmeisterschaften | Herrendoppel | 1     | Pál Rázsó / György Rázsó      |
| 1965   | Ungarn: Einzelmeisterschaften | Herreneinzel | 1     | György Rázsó                  |
| 1965   | Ungarn: Einzelmeisterschaften | Herrendoppel | 1     | Pál Rázsó / György Rázsó      |